# Edmar Arruda
Edmar de Souza Arruda (Tuneiras do Oeste, 26 de setembro de 1959) é um economista, empresário e político brasileiro. Foi deputado federal por dois mandatos. É filiado ao Partido Social Democrático (Partido Social Democrático) e foi vice-líder do partido na Câmara dos Deputados, com atuação nas principais Comissões Permanentes da Casa. Além disso, foi um dos representantes do seu estado na bancada evangélica no Congresso Nacional.

## Biografia
Edmar de Souza Arruda, nascido em 26 de setembro de 1959, na cidade de Tuneiras do Oeste. Começou sua vida profissional como engraxate e boia-fria. Aos 15 anos muda-se, sozinho, para Maringá para trabalhar e estudar. Em 1981 conclui a graduação em Ciências Econômicas pela Universidade Estadual de Maringá (UEM). Anos mais tarde também adquiriu especialização em Gestão Empresarial pela Fundação Getúlio Vargas (FGV), especialização em Planejamento e Desenvolvimento Agrícola, em Transações Imobiliárias e em Contabilidade. 
Durante a década de 1980 trabalhou no Sindicato da Habitação e Condomínios (Secovi) de Maringá, sendo sócio fundador do Lions Club Maringá Cidade Verde, onde exerceu os cargos de tesoureiro, secretário e presidente. Também presidiu por dez anos a Associação Norte Paranaense de Reabilitação (ANPR).
Na década de 1990, presidiu o Secovi do Paraná, dirigiu a Federação do Comércio do Estado do Paraná, Sistema Fecomércio, contribuiu na fundação do Conselho de Desenvolvimento Econômico de Maringá (CODEM), presidiu o Serviço Social da Habitação (SecoviMed), dirigiu o Serviços e Inovações Tecnológicas da Associação Comercial de Maringá e participou da criação da Cooperativa de Crédito Sicoob Metropolitano. 
No ano 2000 ingressou na vida pública ao ser eleito vereador de Maringá. Em 2002, disputou as eleições para deputado estadual e dois anos mais tarde concorreu para Prefeito de Maringá. Em 2009, foi homenageado pela Câmara Municipal de Maringá por meio do título de Cidadão Benemérito. 
Em 2010, foi eleito deputado federal pelo Partido Social Cristão (PSC). Na Câmara dos Deputados, participou das Comissões Permanentes de Finanças e Tributação (CFT), Mista de Orçamento (CMO) e de Desenvolvimento Econômico, Indústria e Comércio Exterior. Nas Comissões Especiais, fez parte do grupo que discutiu a Reforma Política e sobre as Micro e Pequenas Empresas. Tem também atuado nas seguintes frentes parlamentares: Evangélica; Agropecuária; Mista em Defesa das Associações de Pais e Amigos dos Excepcionais (APAEs); Mista da Micro e Pequena Empresa; Mista em Defesa da Vida – Contra o Aborto; de Combate ao Crack; da Saúde; em Defesa dos Profissionais da Saúde; de Apoio às Santas Casas, Hospitais e Entidades Filantrópicas na área da Saúde; de Combate à Obesidade; em de Defesa dos Direitos das Pessoas com Deficiência. 
Em 2014, foi reeleito para o cargo de deputado federal pelo mesmo partido. Em 2016, filia-se ao Partido Social Democrático (PSD). 
Em 2017, preside a Comissão Mista da MPV 761/2016 (Seguro Emprego), é membro da Comissão de Finanças e Tributação (CFT), da Comissão de Constituição, Justiça e Cidadania (CCJC), Reforma Trabalhista (PL 6787/2016), da Comissão que trata das medidas educativas do ECA (PL 7197/2002) e da Comissão Lei Kandir (PLP 221/98) que trata dos impostos dos Estados e no DF, relativo ao ICMS. 
Em 2018, não conseguindo se reeleger, ficando na suplência. 
É membro da 1ª Igreja Presbiteriana Independente de Maringá desde 1988. 
É casado com Silvana Pazzetto desde 1981. 

## Denúncias e controvérsias
O Deputado Federal Edmar Arruda foi acusado numa reportagem da revista Isto É de ganhar milhões por meio de favorecimento político da sua empresa Cantareira Construções. A revista apontou que ele percorreu municípios do seu Estado discutindo e defendo para os prefeitos projetos do programa Minha Casa, Minha Vida. A sua empresa já teria se beneficiado com cerca de R$ 65,5 milhões até 2012 com contratos no âmbito do programa do Governo Federal. Assim, segundo a reportagem, o parlamentar acumularia as funções de representante do Legislativo e lobista do Grupo Cantareira, em flagrante conflito de interesses. Por exemplo, é mencionado que em um evento na Câmara Municipal de Ivatuba (PR), no fim de 2011, Arruda teria se aproveitado para fazer lobby para a empreiteira ao defender a construção de 140 casas do programa Minha Casa, Minha Vida na cidade. O próprio deputado teria explicado na ocasião aos vereadores que o município precisaria captar R$ 2,3 milhões com o programa do governo para tirar as habitações do papel. Em pelo menos três municípios do Paraná, imóveis do programa levaria o selo da empreiteira Cantareira Construções. Um exemplo citado é a cidade de Paranavaí que teria fechado contrato para construir 400 casas no município, por meio da empreiteira do Deputado, num acerto de R$ 30 milhões, com recursos via Banco do Brasil. Na reportagem, o político alegou que já foi sócio da empresa, mas hoje não faz mais parte dela. Embora, na reunião com os prefeitos, ele seja apresentado como presidente do Grupo Cantareira, Arruda diz que a empresa “está em poder da sua família”, o que para ele não suscitaria conflito de interesses.
Em 2010, quando foi eleito deputado federal pela primeira vez, seu patrimônio era de R$ 12.396.842,85. Em 2014, seu patrimônio estava registrado em R$ 21.573.936,04, um crescimento de 74%, segundo registros do TSE. Foi considerado em 2015 um dos 30 parlamentares mais ricos do Brasil no Congresso Nacional.
Em novembro de 2016, na Câmara dos Deputados votou contra o Projeto de Lei de iniciativa Popular 4.850/16, denominada 10 medidas contra corrupção, que propõe criar as medidas mais rígidas contra a corrupção. O projeto de lei original foi substancialmente modificado por meio de emendas parlamentares que suprimiram o texto original, dando lugar a outras propostas que distorceram o objetivo do projeto. Edmar Arruda posteriormente se justificou, dizendo que embora seja contra a corrupção entendeu que as medidas propostas seriam abusivas e inconstitucionais.
Em agosto de 2017 votou pelo arquivamento da denúncia de corrupção passiva do presidente Michel Temer, cujo índice de aprovação era o pior de um presidente desde a ditadura militar. 

## Cronologia

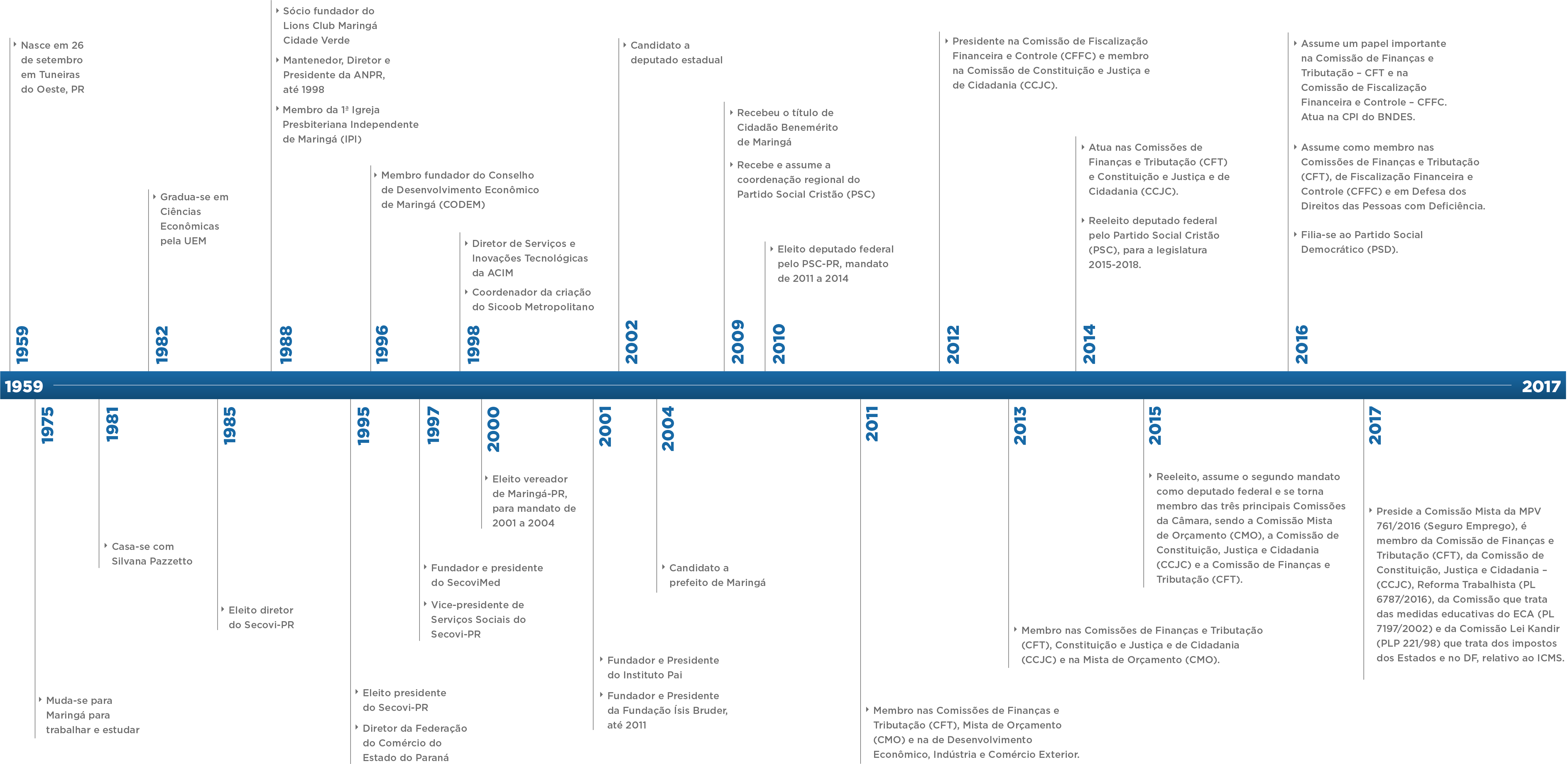
Linha do tempo sobre a vida do deputado federal Edmar Arruda

Por meio da linha do tempo é possível acompanhar a vida pessoal, profissional, setorial e parlamentar de Edmar Arruda.